# Polná (Hazlov)
Polná (do roku 1947 německy Hirschfeld) je vesnice a část obce Hazlov v okrese Cheb v Karlovarském kraji.

## Historie
První písemná zmínka o vesnici pochází z roku 1307, kdy spolu s Lipnou, Franky a Podílnou tvořili jeden celek, náležející Zedtwitzům z Libé. Při vzniku obcí roku 1850 byla Polná převedena do ašského okresu. Později se stala samostatnou obcí, ke které patřily samoty Podílná (Halbgebäu) a Franky. V současné době spadá vesnice pod obec Hazlov. Po druhé světové válce a vysídlení německých obyvatel zůstala Polná téměř vylidněná. Vytvoření hraničního pásma navíc zavinilo stržení několika domů. V blízkosti Polné byla vystavěna budova pohraniční stráže.

## Přírodní poměry
Polná leží dva kilometry jihozápadně od Hazlova v nadmořské výšce 535 metrů na okraji Smrčin.

## Obyvatelstvo
Při sčítání lidu v roce 1921 zde žilo 519 obyvatel, z toho bylo 516 obyvatel německé národnosti a tři cizozemci. K římskokatolické církvi se hlásilo 517 obyvatel, dva k evangelické.
| Rok                                                        | 1869 | 1880 | 1890 | 1900 | 1910 | 1921 | 1930 | 1950 | 1961 | 1970 | 1980 | 1991 | 2001 | 2011 | 2021 |
| ---------------------------------------------------------- | ---- | ---- | ---- | ---- | ---- | ---- | ---- | ---- | ---- | ---- | ---- | ---- | ---- | ---- | ---- |
| Počet obyvatel                                             | 695  | 723  | 701  | 638  | 625  | 519  | 524  | 119  | 139  | 101  | 64   | 54   | 45   | 49   | 58   |
| Počet domů                                                 | 77   | 87   | 89   | 92   | 92   | 90   | 94   | 96   | 61   | 26   | 23   | 25   | 20   | 24   | 31   |
| Do počtu domů v roce 1961 jsou zahrnuty počty domů v Lipné |      |      |      |      |      |      |      |      |      |      |      |      |      |      |      |

## Obecní správa
Při sčítání lidu v letech 1850–1879 Polná byla osadou obce Skalka v okrese Aš. V letech 1880–1963 byla samostatnou obcí v okrese Aš. Od roku 1964 je částí obce Hazlov v okrese Cheb.

## Doprava

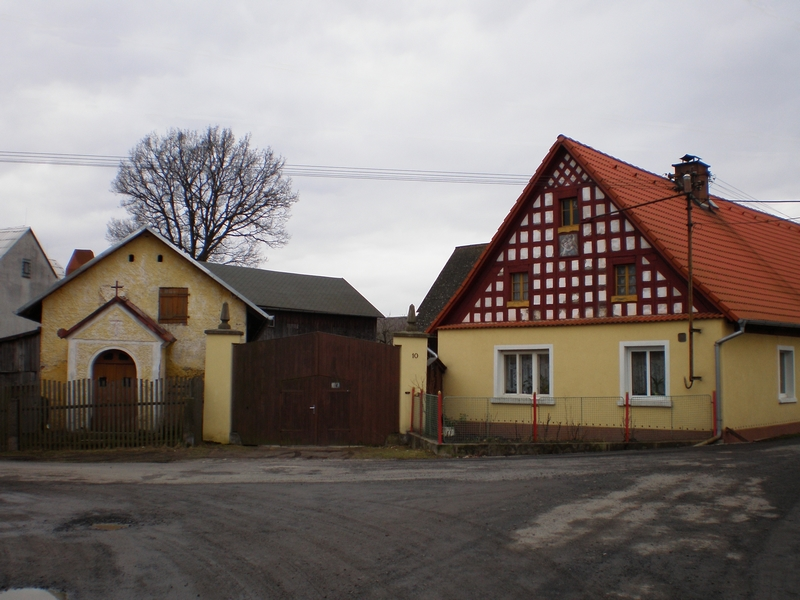
Hrázděný dům z roku 1792 s kaplí

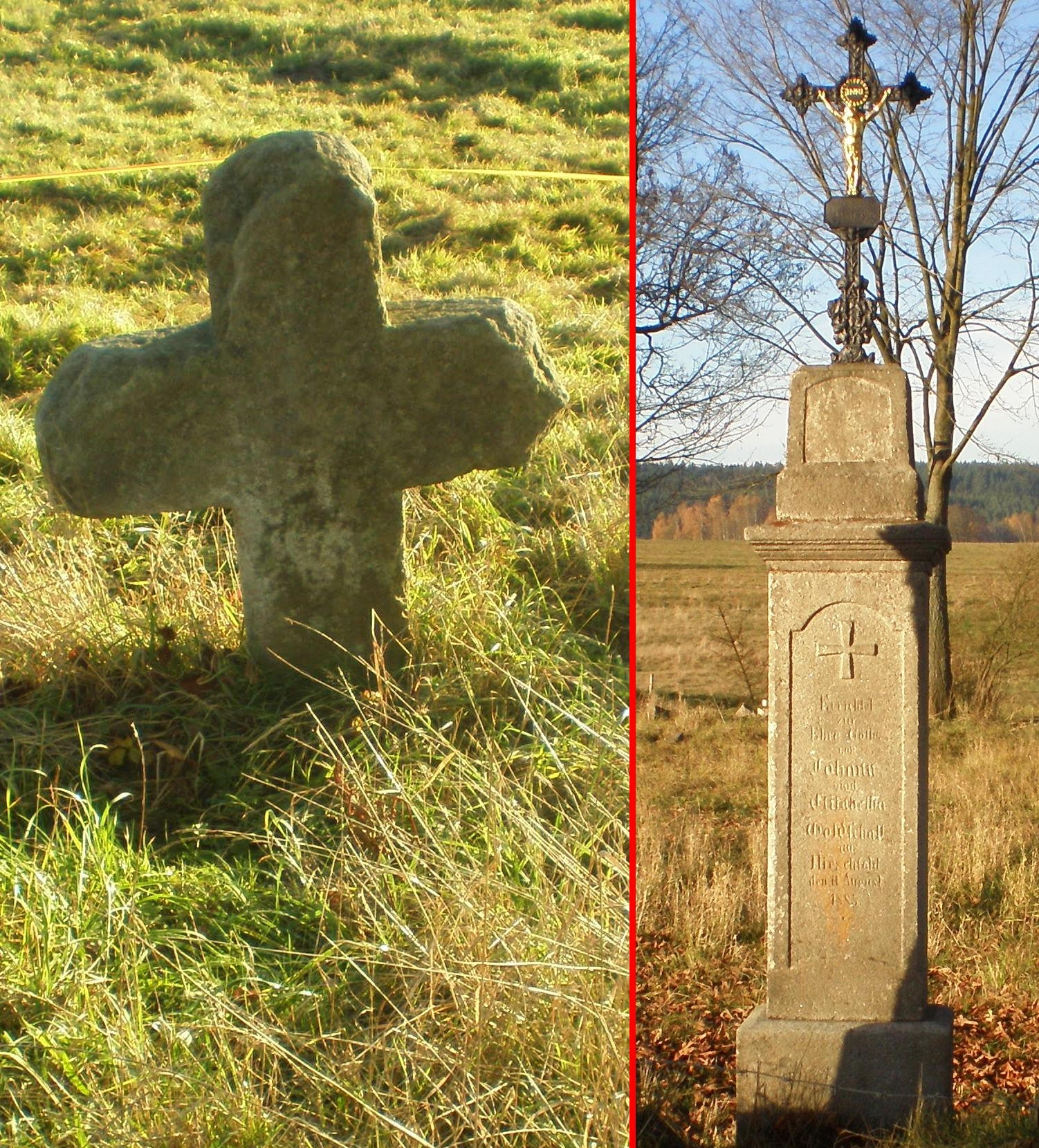
Kamenný smírčí kříž a Boží muka

Do Polné se lze dostat po červeně značené turistické cestě. Ta začíná v blízkosti Podílné, a pokračuje přes Aš až do Hranic. Polnou také prochází cyklistické trasy 2065 a 2057.

## Pamětihodnosti
- Nejstarší budovou v Polné je hrázděný dům s obrazem Panny Marie a s kapličkou pocházející z roku 1792.
- Přímo v obci se nacházejí dvoje boží muka, jež byla v nedávné době restaurována. Poblíž obce, směrem k Hazlovu se nacházejí další Boží muka.
- U výjezdu z Polné, na křižovatce Hazlov/Libá se nachází kamenný smírčí kříž.
- U státní hranice se nachází žulový kámen, jenž připomíná řecký kříž. Památkáři vedou spory zda se jedná o památku, nebo jen o přírodní úkaz.